# Adverbattribut
Adverbattribut är ett attribut som utgöres av ett adverb. Exempel:
vägen tillbaka
arbetet hemmavid
riktningen framåt
dödsfallet nyligen
Endast en begränsad del av adverben kommer i fråga. Framför allt torde den stora grupp som representeras av exemplet snabbt vara utesluten.